# Ези сир Ер
Ези сир Ер (фр. Ézy-sur-Eure) насеље је и општина у Француској у региону Горња нормандија, у департману Ер.
По подацима из 2011. године у општини је живело 3322 становника, а густина насељености је износила 372,42 становника/km².

## Демографија
| 1962. | 1968. | 1975. | 1982. | 1990. | 2011. |
| ----- | ----- | ----- | ----- | ----- | ----- |
| 1.978 | 2.023 | 2.167 | 2.461 | 2.805 | 3.322 |